# Thomisus benoiti
Thomisus benoiti är en spindelart som beskrevs av Comellini 1959. Thomisus benoiti ingår i släktet Thomisus och familjen krabbspindlar.
Artens utbredningsområde är Kongo. Inga underarter finns listade i Catalogue of Life.